# Typostola
Genre
Typostola est un genre d'araignées aranéomorphes de la famille des Sparassidae.

## Distribution
Les espèces de ce genre se rencontrent en Australie et en Nouvelle-Guinée.

## Liste des espèces
Selon World Spider Catalog (version 18.0, 25/01/2017) :
- Typostola barbata (L. Koch, 1875)
- Typostola heterochroma Hirst, 1999
- Typostola pilbara Hirst, 1999
- Typostola tari Hirst, 1999

## Publication originale
- Simon, 1897 : Histoire naturelle des araignées. Paris, vol. 2, p. 1-192 (texte intégral).